# Distretto di Conghua
Il distretto di Conghua (从化区S, CónghuàP) è un distretto della Cina, situato nella provincia del Guangdong e amministrato dalla città di Canton.